# Lake Monticello
Lake Monticello is een plaats (census-designated place) in de Amerikaanse staat Virginia, en valt bestuurlijk gezien onder Fluvanna County.

## Demografie
Bij de volkstelling in 2000 werd het aantal inwoners vastgesteld op 6852.

## Geografie
Volgens het United States Census Bureau beslaat de plaats een oppervlakte van
24,2 km², waarvan 22,7 km² land en 1,5 km² water.

## Plaatsen in de nabije omgeving
De onderstaande figuur toont nabijgelegen plaatsen in een straal van 32 km rond Lake Monticello.